# Fiume Po da Rio Boriacco a Bosco Ospizio
Fiume Po da Rio Boriacco a Bosco Ospizio è il nome di un sito di interesse comunitario (SIC)/zona speciale di conservazione (ZSC) e zona di protezione speciale (ZPS) della rete Natura 2000 situato in Emilia-Romagna.
L'area protetta si estende per 6 151 ettari e interessa il territorio comunale di nove comuni della Provincia di Piacenza.
Confina con le seguenti aree Natura 2000 della Lombardia:
- ZSC "Spiaggioni di Spinadesco" (IT20A0016)
- ZPS "Po di Pieve Porto Morone" (IT2080703)
- ZPS "Po di Monticelli Pavese e Chignolo Po" (IT2080702)
- ZPS "Po di Corte S. Andrea " (IT2090702)
- ZPS "Po di San Rocco al Porto" (IT2090701)
- ZSC-ZPS "Basso Trebbia" (IT4010016)
- ZPS "Spinadesco" (IT20A0501)
- ZPS "Castelnuovo Bocca d'Adda" (IT2090503)
- ZPS "Senna Lodigiana" (IT2090501)

Il sito ricade parzialmente nel territorio del Parco regionale fluviale del Trebbia.

## Descrizione e caratteristiche
Il sito è costituito dal tratto del fiume Po che corrisponde al territorio provinciale di Piacenza, dai limiti lombardi con il Pavese e il Cremonese fin quasi al territorio parmense. Si tratta dell'area fluviale padana di probabile maggiore importanza in Emilia-Romagna, non foss'altro per la collocazione in un tratto di pianura ancora alto che consente anche in magra uno scorrimento abbastanza veloce del Po e un conseguente rapido smaltimento dei tassi d'inquinamento.
Golene (tratti inondabili dalle piene), lanche (bracci morti del fiume a scorrimento lentissimo), argini e ripe di diversa foggia contengono un mondo liquido che scorre su sedimenti anch'essi variabili dalla ghiaia al limo più fine (prevalgono sabbie medie e grossolane), in un contesto vegetazionale che varia dalla lussureggiante foresta-galleria fino alla prateria semiarida di dossi sabbiosi asciutti, a vari tipi di vegetazione acquatica.
Il sito, di forma meandreggiante come le strutture fluviali ricalcate, che tra l'altro comprendono le confluenze in Po di grossi affluenti come Tidone, Trebbia, Nure e Chiavenna, è suddivisibile in un terzo "forestale" (a prevalenza di impianti di pioppo) con boschi e boscaglie ripariali, un terzo agricolo con seminativi, colture estensive e qualche prato incolto, infine un terzo di habitat acquatici, con isole sabbiose e canneti.
Per circa 1500 ettari (meno di un quarto dell'intero sito) insistono aziende faunistico-venatorie (Isola Serafini, Bosco Celati) e Oasi di protezione (la più vasta è Isola De Pinedo). Per vicinanza con siti industriali e urbani di notevole impatto e per facile percorribilità dovuta alla mancanza di ostacoli naturali e conseguente diffusissima viabilità, l'area risulta molto antropizzata, genericamente alterata e facilmente alterabile, ancorché condizionata dalla presenza del Grande Fiume. L'efficacia degli indirizzi di tutela non può prescindere da accordi con l'opposta sponda fluviale lombarda.

## Habitati tutelati
La complessa mosaicatura ambientale annovera sei habitat d'interesse comunitario tutelati ai sensi della Direttiva Habitat: due boschivi (uno prioritario) e quattro di acque correnti e stagnanti, a carattere fortemente stagionale, che nel complesso rivestono meno di un quarto dell'area e sono:
- acque stagnanti, da oligotrofe a mesotrofe, con vegetazione dei Littorelletea unifloraee/o degli Isoëto-Nanojuncete (3130)
- laghi eutrofici naturali con vegetazione di Magnopotamion o Hydrocharition (3150)
- fiumi alpini con vegetazione riparia legnosa a Salix elaeagnos (3240)
- fiumi con argini melmosi con vegetazione del Chenopodion rubri e Bidention p.p. (3270)
- foreste alluvionali di Alnus glutinosa e Fraxinus excelsior (Alno-Padion, Alnion incanae, Salicion albae) (91E0 - prioritario)
- foreste a galleria di Salix alba e Populus alba (92A0)

## Flora
Forse più che per aspetti vegetazionali particolari, pressoché ovunque fortemente alterati, il sito si distingue per presenze floristiche di grande pregio legate in particolare ad ambienti acquatici con vegetazione sommersa o galleggiante: è di interesse comunitario la rara felce natante Marsilea quadrifolia; sono rare e minacciate in canali e specchi d’acqua a corrente debole, anche soggetti a temporaneo disseccamento, la genziana d'acqua Nymphoides peltata, poi Trapa natans, Riccia fluitans, Oenanthe aquatica, Salvinia natans e Utricularia vulgaris.
Di grande interesse conservazionistico, in ambienti umidi sono Sagittaria sagittifolia e il grande campanellino Leucojum aestivum. Il sito più nord-occidentale (e, per alcuni aspetti, più continentale) della regione, ospita lembi frammentati di bosco igrofilo, golenale e ripariale, con saliceti relitti, pioppeti (di pioppo nero, prevalente sui suoli ghiaiosi a monte di Piacenza), qualche farnia e un alneto di ontano nero presso la centrale di Caorso.
Sull'area potrebbe ancora vegetare allo stato spontaneo Prunus padus, il ciliegio a grappoli eurosiberiano che "di regola" non oltrepassa il Po, tuttavia, per mancanza di esempi ben conservati di foresta planiziaria, gli aspetti forestali di quest’area sono ancora da approfondire.
La conoide del Trebbia fino alla confluenza nel Po rappresenta un'importante area floristica della pianura piacentina, con arbusteti aridi su ghiaie, specie appenniniche e numerose orchidee.

## Fauna

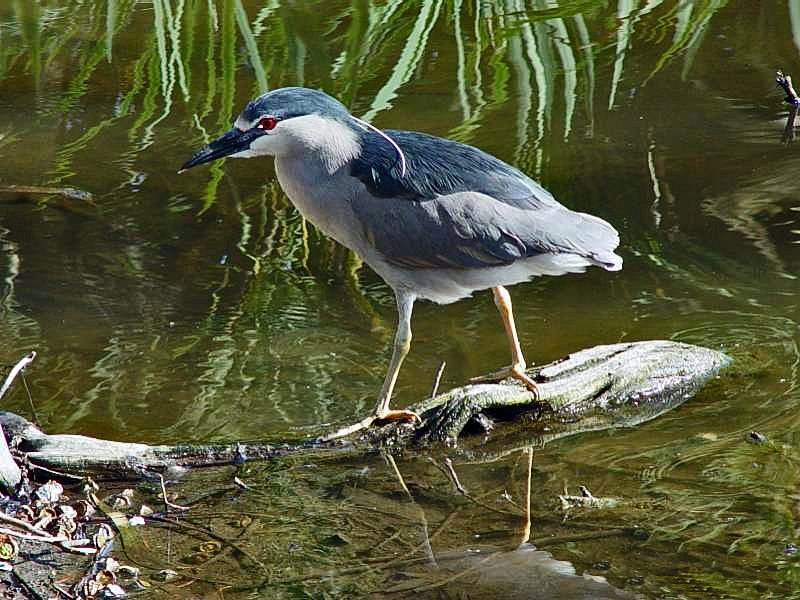
Una nitticora

### Uccelli
Numerosissima l'avifauna, acquatica e non, di interesse comunitario.
Tra i nidificanti sono presenti: Airone rosso (Ardea purpurea), garzetta (Egretta garzetta) e tarabusino (Ixobrychus minutus), nitticora (Nycticorax nycticorax), Occhione (Burhinus oedicnemus), Falco di palude (Circus aeruginosus), Voltolino (Porzana porzana), Fraticello (Sternula albifrons), Sterna comune (Sterna hirundo), Succiacapre (Caprimulgus europaeus), martin pescatore (Alcedo atthis), Calandro (Anthus campestris), Calandrella, Ortolano (Emberiza hortulana), Averla piccola (Lanius collurio).
Regolarmente presenti durante le migrazioni, il periodo post-riproduttivo o di svernamento sono altri Ciconiformi come Airone bianco maggiore (Ardea alba), Sgarza ciuffetto (Ardeola ralloides), Tarabuso, Cicogna bianca e Mignattaio, Accipitriformi tra i quali Falco pecchiaiolo, Falco pescatore, Pellegrino, Albanella reale, Albanella minore (Circus pygargus), Caradriformi come Avocetta, Cavaliere d'Italia, Piro piro boschereccio, Combattente, Piviere dorato, Pernice di mare e Gaviformi tra cui Strolaga mezzana e Strolaga minore.
Gli ambienti sono ancora adatti alla frequentazione da parte di Moretta tabaccata (Aythya nyroca), Gufo di palude, Forapaglie castagnolo, Ghiandaia marina.
L'elevata eterogeneità ambientale favorisce la presenza di una ricca avifauna migratoria, in maggioranza nidificante entro il sito (Acrocefalini di canneto, silvidi e turdidi degli ambienti di macchia e siepe, Torcicollo, Tortora, upupa) o nell'immediato intorno (varie specie antropofile come ad esempio Rondine, Balestruccio (Delichon urbicum) e Rondone (Apus apus) che si alimentano nei pressi del fiume).

### Rettili e anfibi
La presenza di ambienti umidi fa del sito una delle aree più importanti per anfibi e rettili in regione: si tratta di uno dei tre siti conosciuti in Emilia-Romagna per la riproduzione di Rana di Lataste (Rana latastei); si trovano inoltre consistenti popolazioni di Testuggine palustre (Emys orbicularis) e Tritone crestato (Triturus carnifex), infine è segnalata la Natrice viperina (Natrix maura), qui al margine del suo areale distributivo.

### Pesci
La popolazione di pesci annovera numerose specie di interesse comunitario: Storione del Naccari (Acipenser naccarii), prioritario, poi Cheppia (Alosa fallax), Barbo (Barbus plebejus), Lasca (Chondrostoma genei), Savetta (Chondrostoma soetta), Cobite comune (Cobitis taenia), Pigo (Rutilus pigus), Cobite mascherato (Sabanejewia larvata).
La ricca fauna ittica comprende altre specie di interesse conservazionistico, quali: Luccio (Esox lucius) scomparso da interi bacini idrografici e indicatore di buone condizioni ecologiche; Gobione (Gobio gobio) specie fortemente rarefatta negli ultimi decenni in Italia e Tinca (T. tinca), specie anch'essa in declino.

### Invertebrati
Tra gli invertebrati degni di nota si citano i lepidotteri Ropaloceri Lycaena dispar e Apatura ilia, le libellule (odonati) Ophiogomphus cecilia e Stylurus flavipes.

### Mammiferi
Tra i mammiferi presenti, vanno citati i chirotteri serotino comune (Epseticus serotinus), Pipistrello di Savi (Hypsugo savi), Vespertilio di Daubenton (Myotis daubentoni), Pipistrello nano (Pipistrellus pipistrellus), Pipistrello albolimbato (Pipistrellus khulii) e Orecchione (Plecotus auritus).

### Specie alloctone
È localmente cospicua l’invasione di specie alloctone vegetali (Sicyos angulatus, Amorpha fruticosa) e animali (Myocastor coypus), nonché di alcune specie ittiche.